# Docimo
Docimo, pseudonimo di Antigonos Dokimos (latino: Docimus; greco: Δόκιμoς; fl. 323-301 a.C.), è stato un militare macedone antico sostenitore di Perdicca, poi di Attalo e Alceta, infine di Antigono I Monoftalmo.

## Biografia
Dopo la morte di Alessandro Magno (323 a.C.) sostenne Perdicca.
Dopo la morte di Perdicca (321 a.C.) passò dalla parte di Attalo e Alceta, e fu fatto prigioniero insieme al primo quando le loro forze combinate furono sconfitte da  Antigono in Pisidia, nel 320 a.C. I prigionieri furono confinati in un forte ben protetto, ma, durante la spedizione di Antigono contro Eumene, riuscirono a sopraffare le guardie e a prendere il comando della fortezza (316 a.C.). Docimo, tuttavia, avendo lasciato il castello per portare avanti una trattativa con  Stratonice, moglie di Antigono, fu di nuovo fatto prigioniero. Dopo questo evento, sembra essere entrato al servizio di Antigono, poiché lo si trova, nel 313 a.C., come inviato da quel principe, con un esercito, per ridare la libertà alle città greche città in Caria. Nella campagna che precedette la battaglia di Ipso (301 a.C.), sostenne la fortezza di Sinnada in Frigia per conto di Antigono, ma fu costretto a cederla a Lisimaco.
È probabile che fosse stato governatore del distretto frigio adiacente per qualche tempo e che vi avesse fondato la città poi chiamata Docimium. Il suo nome non è menzionato dopo la caduta di Antigono.